# Iarintsena
Iarintsena – gmina (kaominina) na Madagaskarze, w regionie Haute Matsiatra, w dystrykcie Ambalavao. W 2001 roku zamieszkana była przez 22 113 osób. Siedzibę administracyjną stanowi Iarintsena. Jest jedną z 17 gmin dystryktu.
Przez gminę przebiega droga krajowa. Na jej obszarze funkcjonuje m.in. szkoła pierwszego stopnia. 80% mieszkańców trudni się rolnictwem, 14% pracuje w sektorze hodowlanym, 5% w usługach, natomiast 1% w rybactwie. Produktami o największym znaczeniu dla lokalnej gospodarki są ryż, tytoń oraz maniok.
Przed wprowadzeniem nowego podziału administracyjnego Madagaskaru w 2007 r. gmina znajdowała się w prowincji Fianarantsoa.
Gmina położona jest w strefie czasowej UTC+03:00.